# 沱江 (武水)
沱江位于中国湖南省西部，为武水右岸支流。上游也称乌巢河，发源自凤凰县西北部腊尔山镇，武陵山腊尔山东麓，流经凤凰县沱江镇、泸溪县、吉首市，在吉首市河溪镇注入武水。全长131公里。流域略呈凹字形，面积981平方千米。流域内多低山丘陵。